# Władcy Romanii

## Książęta Romanii

### Dynastia Malatesta
- 1295–1312 : Malatesta (I) da Verucchio
- 1312–1317 : Malatasta II
- 1317–1326 : Pandolfo I
- 1326–1330 : Ferrantino (usunięty)

1330–1334 : do Państwa Kościelnego
- 1334–1335 : Ferrantino (po raz drugi, usunięty, zm. 1353)
- 1335–1363 : Malatesta III Guastafamiglia (usuniętym, zm. 1364)
- 1363–1372 : Malatesta IV Ungaro
- 1372–1385 : Galeotto I
- 1385–1429 : Karol I
- 1429–1432 : Galeotto II Robert
- 1432–1468 : Sigismondo Pandolfo
- 1468–1482 : Robert
- 1482–1500 : Pandolfo IV (usunięty)
  - 1500–1503 : Cezar Borgia
- 1503 : Pandolfo IV (po raz drugi, usunięty)

1503–1509 : do Republiki Weneckiej
1509–1522 : do Państwa Kościelnego
- 1522–1523 : Pandolfo IV (po raz trzeci, usunięty, zm. 1534)

1523 : do Księstwa Urbino